# Titisee
Titisee je jezero v Černém lese v Bádensku-Württembersku. Má plochu zhruba 1,3 čtverečného kilometru a maximální hloubku 43 metrů. Za svůj vznik vděčí feldbergskému ledovci, jehož v pleistocénu vytvořená moréna dnes tvoří břeh jezera. Ve výšce 840 metrů nad mořem z jezera vytéká říčka Gutach, která se po soutoku s Haslachem přejmenovává na Wutach. Na severním břehu jezera se nalézají lázně, dnes součást obce Titisee-Neustadt.